# Myripristis murdjan

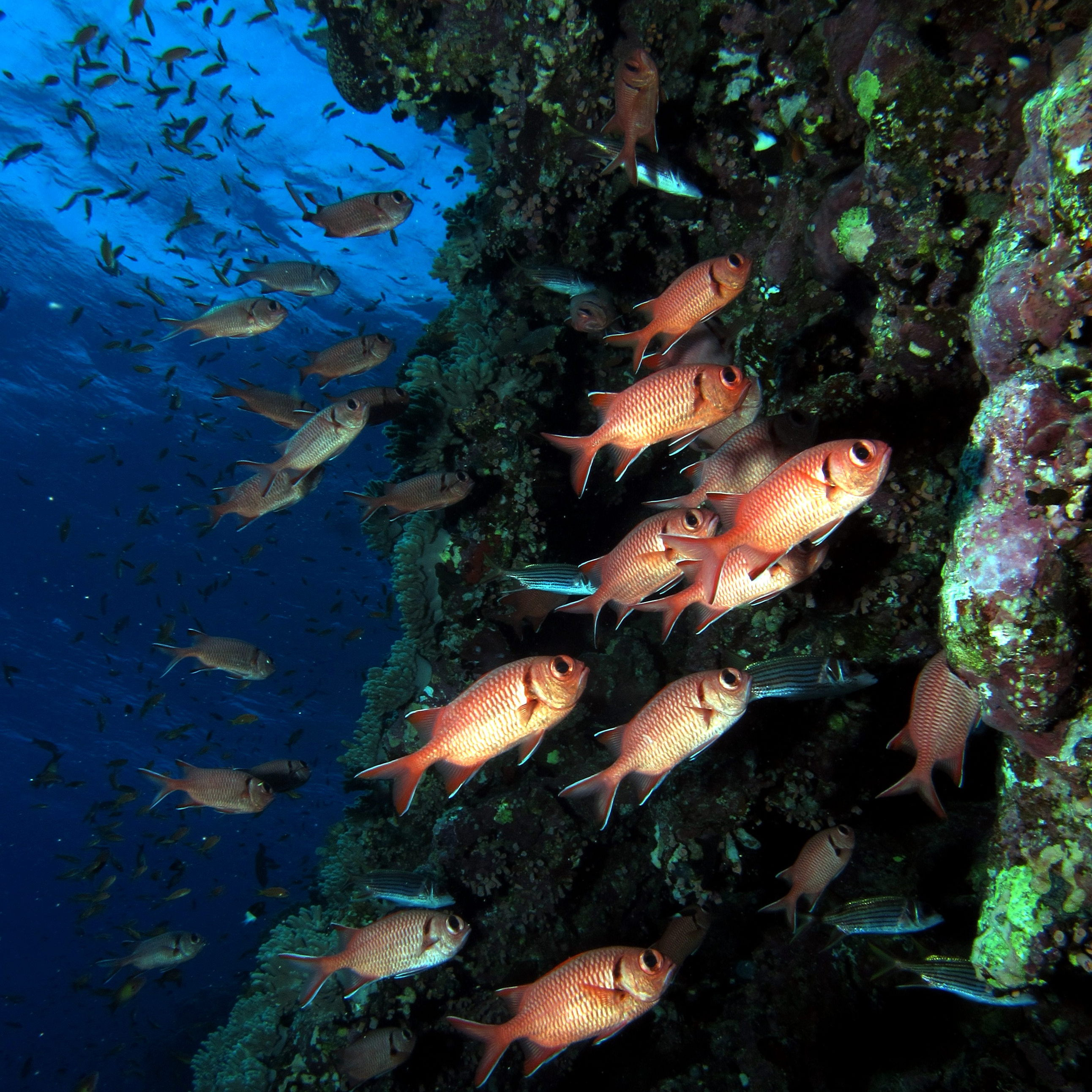
Banco di M. murdjan

Myripristis murdjan (Forsskål, 1775) è un pesce osseo marino appartenente alla famiglia Holocentridae,

## Distribuzione e habitat
La specie è endemica del Pacifico occidentale, il suo areale va dal mar Rosso e le coste orientali dell'Africa a ovest alle isole Samoa ad est mentre a nord raggiunge le isole Marshall, Taiwan e le Ryūkyū e a sud le coste australiane.
M. murdjan è specie tipica delle barriere coralline, vive sia nelle lagune che nelle barriere esterne in aree ricche di rifugi a bassa profondità.
La distribuzione batimetrica va da 1 a 50 matri, di solito non oltre i 37 metri.

## Descrizione
Come tutti i Myripristis M. murdjan ha sagoma alta, occhi molto grandi e bocca ampia con inserzione obliqua. Le scaglie sono grandi. La mandibola negli adulti è leggermente sporgente. Il colore del corpo è fondamentalmente rosso, spesso rosso vivo ma può essere anche rosso scuro o rosato in base alle caratteristiche ambientali. Il bordo delle scaglie è rosso bruno più scuro del corpo. Sul bordo dell'opercolo branchiale vi è una barra nera o bruno scura subverticale situata all'altezza dell'occhio; una macchia scura è presente all'ascella delle pinne pettorali. La parte spinosa della pinna dorsale è rosso chiaro nei due terzi basali e rosso vivo all'estremità. I bordi esterni della parte molle della dorsale, della pinna caudale e della pinna anale sono bianchi, le stesse pinne hanno l'estremità rosso vivo.
Raggiunge eccezionalmente i 60 cm di lunghezza ed è uno degli Holocentridae di maggior taglia. Comunemente le dimensioni non superano i 18 cm.

## Biologia

### Comportamento
È notturno come tutti gli Holocentridae e passa le ore del giorno riunito in piccoli gruppi tra le anfrattuosità dei coralli o in caverne.

### Alimentazione
La sua dieta è basata su crostacei planctonici, vermi, Tunicati, Policheti e altri piccoli invertebrati. .

### Riproduzione
Oviparo. Uova e larve sono pelagiche.

## Pesca
Questa specie viene pescata a livello artigianale in tutto l'areale ma non ha un grande valore alimentare. Ha un'importanza marginale nel mercato dei pesci d'acquario. Il suo consumo ha provocato casi di ciguatera.

## Conservazione
M. murdjan è comune o abbondante nell'areale ed è soggetto a una pressione di pesca molto bassa. Non si conoscono altre minacce. La lista rossa IUCN la classifica come "a rischio minimo".